# Kaplica wieczystej adoracji „Gwiazda Niepokalanej”
Kaplica wieczystej adoracji „Gwiazda Niepokalanej” – znajdująca się w południowym skrzydle bazyliki w Niepokalanowie kaplica adoracji Najśw. Sakramentu. Poświęcona przez abp Stanisława Gądeckiego, została otwarta do użytku publicznego 1 września 2018 r., w 79. rocznicę wybuchu 2. wojny światowej. Kaplica ta stanowi jeden z 12 centrów adoracji i modlitwy, ofiarowanej w intencji pokoju na całym świecie.

## Pomysł na miejsce adoracji
Sama idea powstania miejsca modlitwy i wieczystej adoracji w Niepokalanowie pojawiła się kilka lat przed 2. wojną światową. O. Maksymilian Kolbe w liście z Japonii z maja 1934 r. tak pisał do ówczesnego przełożonego Niepokalanowa:

„Zapewne bazylika będzie spora według potrzeby, ale uboga i piękna harmonią wszystkich części. (…) Wyobrażam sobie piękną figurę Niepokalanej w wielkim ołtarzu, a na jej tle, pomiędzy rozłożonymi rękami monstrancja w ciągłym wystawieniu Przenajświętszego Sakramentu. Bracia na zmianę adorują”.

Od 1936 r. Niepokalanów posiadał dwie kaplice (jedną do użytku okolicznych mieszkańców i drugą – dla zakonników). Przed wybuchem wojny klasztor nie był jednak w stanie zrealizować pomysłu na utworzenie kaplicy adoracji. Stało się to realne dopiero 63 lata po wybudowaniu miejscowej bazyliki.
Pod koniec 2017 r. stowarzyszenie „Comunità Regina della Pace” skierowało do franciszkanów prośbę, aby w bazylice niepokalanowskiej utworzyć jeden z dwunastu ośrodków, gdzie będzie trwała nieprzerwana modlitwa w intencji pokoju na świecie. Wybór Niepokalanowa został podyktowany m.in. działalnością w tym miejscu o. Maksymiliana Kolbego, który w obozie w Auschwitz oddał swe życie za drugiego człowieka.

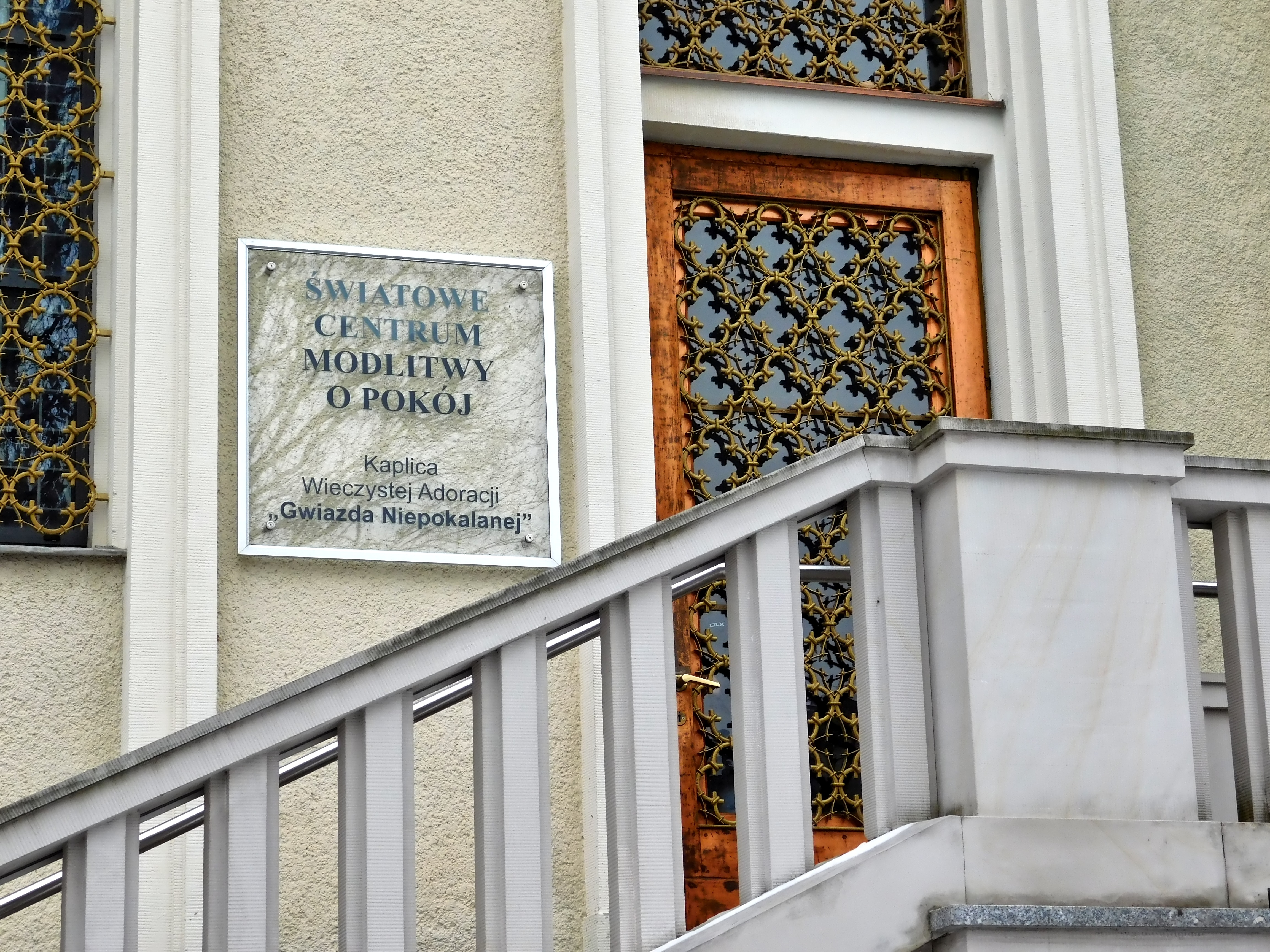
Wejście południowe do kaplicy adoracji
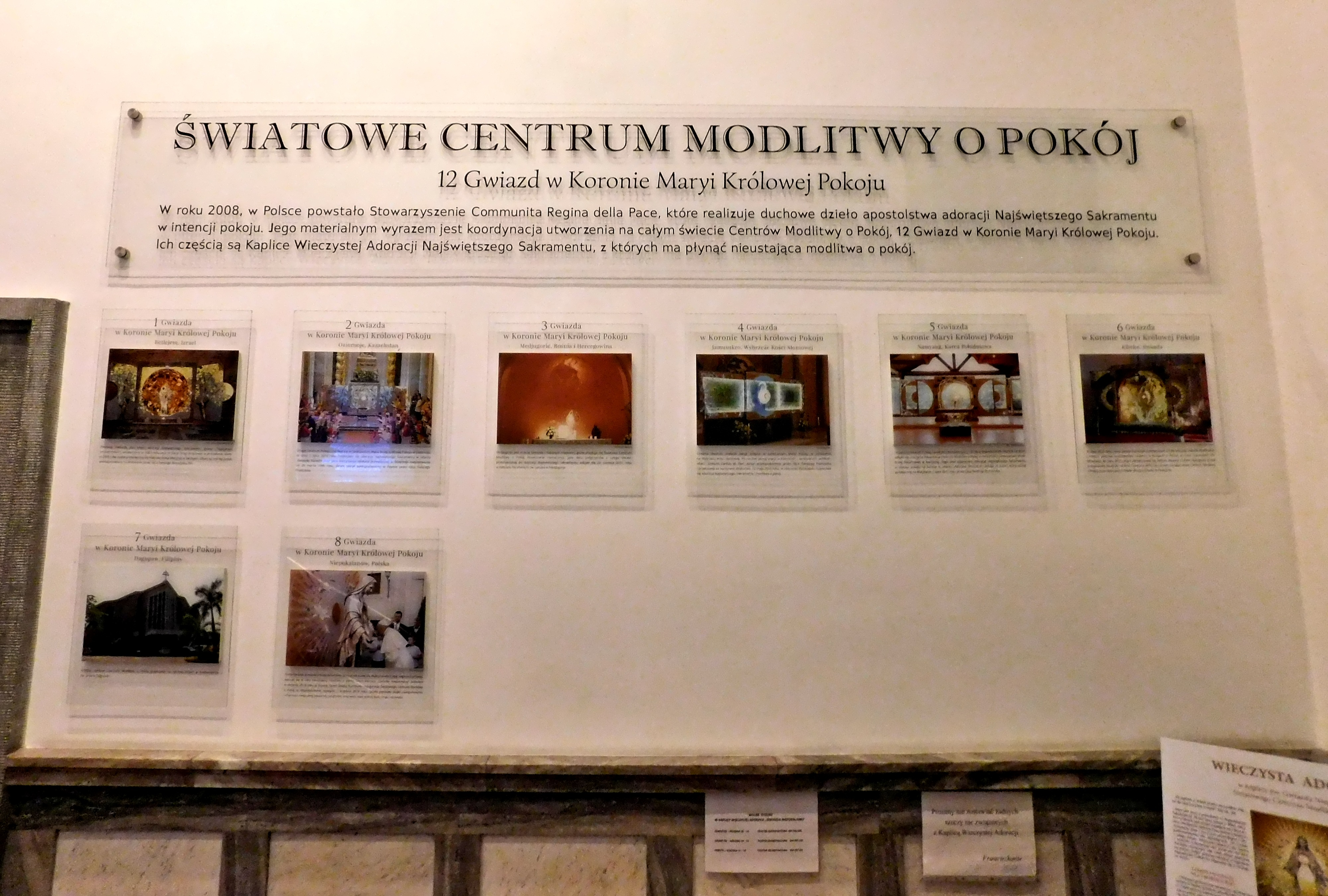
Ośrodki modlitwy o pokój na świecie

## Realizacja projektu
Franciszkanie początkowo zakładali, że nowo utworzona kaplica-oratorium przeznaczona będzie głównie dla miejscowej społeczności oraz przybywających do Niepokalanowa pielgrzymów. Tymczasem prośba ze strony „Comunità Regina della Pace” skłoniła ich do korekty planów. Na potrzeby nowej kaplicy zaadaptowano sporej wielkości pomieszczenie, będące dotychczas tzw. „zapasową zakrystią”. Projekt kaplicy adoracji przygotowany został w pracowni gdańskich artystów – Mariusza Drapikowskiego i jego syna Kamila.
Ołtarz adoracji został wykonany ze złota, srebra i kryształu. W centralnym punkcie znajduje się naturalnej wielkości postać Maryi z otwartymi dłońmi. Pod jej sercem umieszczona jest monstrancja, zawierająca 20-centymetrową, rozświetloną hostię. Promienie słoneczne oraz podświetlone lilie tworzą poświatę, podobną do tej z objawień Matki Bożej w Lourdes, Guadelupe i Fatimie. Na jednej z warstw kryształu umieszczono 12 szlifowanych kamieni, które stanowią symboliczne nawiązanie do 12 gwiazd z Apokalipsy św. Jana.